# Midaftonssjöarna
Midaftonssjöarna är varandra näraliggande sjöar i Åre kommun i Jämtland och ingår i Indalsälvens huvudavrinningsområde
- Midaftonssjöarna (Undersåkers socken, Jämtland, 701349-135402), sjö i Åre kommun, 63°12′04″N 12°54′13″Ö / 63.2012°N 12.9035°Ö
- Midaftonssjöarna (Undersåkers socken, Jämtland, 701366-135409), sjö i Åre kommun, 63°12′10″N 12°54′17″Ö / 63.2028°N 12.9047°Ö